# Shortridge-Vielzitzenmaus
Die Shortridge-Vielzitzenmaus (Mastomys shortridgei) ist ein Nagetier in der Unterfamilie der Altweltmäuse, das im Südwesten Afrikas vorkommt.

## Merkmale
Mit einer Kopf-Rumpf-Länge von 103 bis 137 mm, einer Schwanzlänge von 86 bis 118 mm und einem Gewicht von 35 bis 74 g ist die Art eine mittelgroße Langschwanzmaus. Sie hat 23 bis 27 mm lange Hinterfüße sowie 17 bis 20 mm lange Ohren. Die Oberseite ist mit dunkelgrauen bis schwarzen Fell bedeckt, während auf der Unterseite etwas helleres graues Fell vorkommt. Als Kontrast sind die Haare auf der Oberseite von Händen und Füßen weiß. Der Schwanz ist unterseits nicht heller. Der aufbewahrte Holotyp der Art war ein Weibchen mit fünf Paar Zitzen. In verschiedenen Abhandlungen werden jedoch acht Paar Zitzen für die Shortridge-Vielzitzenmaus angegeben. Die Art kann mit der Natal-Vielzitzenmaus (Mastomys natalensis) verwechselt werden. Bei Letzterer besitzen Weibchen dagegen zwölf Paar Zitzen und der Schwanz ist im Verhältnis länger.
Bezüglich der Chromosomenzahl gleicht die Art der Südlichen Vielzitzenmaus (Mastomys coucha), die jedoch ausgewachsen ein rotbraunes Fell besitzt.

## Verbreitung
Das Verbreitungsgebiet liegt im Bereich der Mündung des Flusses Cuito (Kvito) in den Okavango. Es reicht vom Süden Angolas über Nordost-Namibia bis in den Norden Botswanas. Laut manchen Quellen gibt es auch Funde aus dem Osten Angolas. Die Shortridge-Vielzitzenmaus hält sich in Sümpfen oder in Regionen, die nur zeitweise überschwemmt werden, entlang der genannten Flüsse auf. Das Gebiet liegt im Flachland bis 400 Meter Höhe. Der Bewuchs besteht vorwiegend aus Röhricht oder Gras.

## Lebensweise
Die Art ist nachtaktiv und bodenbewohnend. Sie frisst Körner und möglicherweise auch Kleintiere. Im Februar konnte ein Jungtier registriert werden. Erwachsene Weibchen zeigten im April und Mai kein Fortpflanzungsverhalten.

## Gefährdung
Für die Shortridge-Vielzitzenmaus liegen keine Bedrohungen vor. Die IUCN listet die Art als nicht gefährdet (Least Concern).